# BEST OF SOUL
『BEST OF SOUL』（ベスト・オブ・ソウル）は、韓国・日本の歌手BoAのベスト・アルバム。2005年2月2日発売。

## 概要
日本での初めてのベストアルバム。「CD+DVD」（初回限定盤）、「CD ONLY」（通常盤）の2形態で発売。初回限定盤版は『BEST OF SOUL -PERFECT EDITION-』という名称。
CDには6thシングル「Don't start now」、13thシングル「Be the one」を除いた（もともとシングルカット扱いのため）シングル曲14曲とSOUL TREEでカバーした「LA・LA・LA LOVE SONG」が収録されている。
初回限定盤のDVDには「Be the one」を加えた「ID; Peace B」から「メリクリ」までの全シングル曲に「the Love Bug」のミュージック・ビデオ以外に「QUINCY」「メリクリ」のメイキングビデオが収録されている。レンタルCDはCCCD仕様。
出荷ベースで『LISTEN TO MY HEART』『VALENTI』以来となるミリオンセラーを達成。累計出荷枚数は120万枚。オリコンチャートでは売上枚数でも『VALENTI』以来となるミリオンセラーとなり、日本を除くアジアアーティストとしては初となるアルバム通算2作目のミリオンセラー達成となった。

## 収録曲 (CD)
1. LISTEN TO MY HEART
4thシングル
2. ID; Peace B
1stシングル
3. Amazing Kiss
2ndシングル
4. 気持ちはつたわる
3rdシングル
5. Every Heart -ミンナノキモチ-
5thシングル
6. VALENTI
7thシングル
7. 奇蹟
8thシングル
8. NO.1
8thシングル
9. JEWEL SONG
9thシングル
10. Shine We Are!
10thシングル
11. DOUBLE
11thシングル
12. Rock With You
12thシングル
13. QUINCY
14thシングル
14. コノヨノシルシ
14thシングル
15. メリクリ
15thシングル
16. LA・LA・LA LOVE SONG (BoA w/z SOUL'd OUT) (Bonus Track)
1996年に久保田利伸 with NAOMI CAMPBELLで発売された曲のカバー。

## PERFECT EDITION (DVD)
MUSIC VIDEO
1. ID;Peace B
2. Amazing Kiss
3. 気持ちはつたわる
4. LISTEN TO MY HEART
5. Every Heart -ミンナノキモチ-
6. VALENTI
7. 奇蹟
8. JEWEL SONG
9. Shine We Are!
10. DOUBLE
11. Rock With You
12. Be the one
13. QUINCY
14. メリクリ
15. the Love Bug （m-flo loves BoA）

Making Video
1. QUINCY
2. メリクリ

## タイアップ
| M-1  | LISTEN TO MY HEART           | au『cdmaOne C5001T』CMソング                                    |
| M-2  | ID; Peace B                  | DDIポケット 『feelH" Sound Market』CMソング                     |
| M-2  | ID; Peace B                  | 中京テレビ制作・日本テレビ系『ろみひー』エンディングテーマ      |
| M-3  | Amazing Kiss                 | カネボウ『テスティモ』CMソング                                  |
| M-3  | Amazing Kiss                 | ニッポン放送『ショウアップナイター』エンディングテーマ          |
| M-3  | Amazing Kiss                 | 中京テレビ制作・日本テレビ系『ろみひー』エンディングテーマ      |
| M-4  | 気持ちはつたわる             | ロッテ『エアレ』 CMソング                                       |
| M-4  | 気持ちはつたわる             | TBS系『月極ワンダフル』テーマソング                             |
| M-5  | Every Heart -ミンナノキモチ- | 読売テレビ制作・日本テレビ系アニメ『犬夜叉』エンディングテーマ  |
| M-6  | VALENTI                      | ディースリー・パブリッシャー社ゲーム『PROJECT MINERVA』CMソング |
| M-6  | VALENTI                      | テレビ東京系『JAPAN COUNTDOWN』オープニングテーマ               |
| M-7  | 奇蹟                         | コーセー 『ルミナス』CMソング                                   |
| M-8  | NO.1                         | TBS系『アジア大会2002 釜山』イメージソング                      |
| M-9  | JEWEL SONG                   | テレビ朝日系ドラマ『イヴのすべて』主題歌                        |
| M-10 | Shine We Are!                | カルピス『カルピスウォーター』CMソング                          |
| M-10 | Shine We Are!                | カルピス『アミノカルピス』CMソング                              |
| M-11 | DOUBLE                       | ホンダ『COME COME Honda Fair』CMソング                          |
| M-12 | Rock With You                | au『CDMA 1X A5501T』CMソング                                    |
| M-13 | QUINCY                       | コーセー『Fasio』CMソング                                       |
| M-14 | コノヨノシルシ               | カルピス『アミノカルピス』CMソング                              |
| M-15 | メリクリ                     | 東芝『W21T』CMソング                                            |